# Сент Мериз (Ајова)
Сент Мериз (енгл. St. Marys) град је у америчкој савезној држави Ајова. По попису становништва из 2010. у њему је живело 127 становника.

## Демографија
Према попису становништва из 2010. у граду је живело 127 становника, што је -7 (-5.2%) становника више него 2000. године.
| Група             | 2000.       | 2010.       |
| Белци             | 132 (98,5%) | 125 (98,4%) |
| Афроамериканци    | 0 (0,0%)    | 0 (0,0%)    |
| Азијати           | 0 (0,0%)    | 0 (0,0%)    |
| Хиспаноамериканци | 2 (1,5%)    | 2 (1,6%)    |
| Укупно            | 134         | 127         |